# Jewgeni Alexandrowitsch Rjassenski
Jewgeni Alexandrowitsch Rjassenski (russisch Евгений Александрович Рясенский; * 6. März 1987 in Kalinin, Russische SFSR) ist ein russischer Eishockeyspieler, der seit 2019 erneut bei Neftechimik Nischnekamsk in der Kontinentalen Hockey-Liga unter Vertrag steht.

## Karriere
Jewgeni Rjassenski erlernte das Eishockeyspiele in einer Eishockeyschule seiner Heimatstadt Twer. Seine Karriere als Eishockeyspieler begann er in der Jugend des HK ZSKA Moskau, in der er bis 2003 aktiv war. Zwischen 2003 und 2005 spielte er für die zweite Mannschaft von Krylja Sowetow Moskau in der drittklassigen Perwaja Liga.
Anschließend erhielt er einen Vertrag bei Ak Bars Kasan, für die er in den folgenden fünf Jahren in der russischen Superliga aktiv war. Mit Kasan wurde der Verteidiger in der Saison 2005/06 erstmals Russischer Meister. In der folgenden Spielzeit erreichte er mit seiner Mannschaft erneut das Meisterschaftsfinale, in dem man jedoch dem HK Metallurg Magnitogorsk unterlag. Zudem gewann Rjassenski mit Kasan nach einem 6:0-Finalerfolg über HPK Hämeenlinna aus der finnischen SM-liiga den IIHF European Champions Cup.
Vor der Saison 2008/09 wechselte der Linksschütze zu Neftechimik Nischnekamsk aus der neu gegründeten Kontinentalen Hockey-Liga. Bis 2011 spielte er für Neftechimik in der KHL und absolvierte dabei insgesamt über 160 Partien für seinen Club. Im Mai 2011 wurde er vom HK ZSKA Moskau verpflichtet und absolvierte in den folgenden zwei Spielzeiten über 100 KHL-Partien für den Armeeklub, ehe er im Juni 2013 gegen Andrei Perwyschin vom SKA Sankt Petersburg eingetauscht wurde.
Während der Saison 2014/15 wurde Jewgeni Rjassenski zusammen mit Alexei Grischin und Michail Tichonow vom SKA Sankt Petersburg an Neftechimik Nischnekamsk abgegeben, im Gegenzug wechselte Nikolai Below und ein Erstrunden-Wahlrecht zum SKA. Für Neftechimik spielte Rjassenski bis Ende November 2015, ehe er zunächst aus seinem laufenden Vertrag entlassen wurde, später aber in den Kader zurückkehrte.

### International

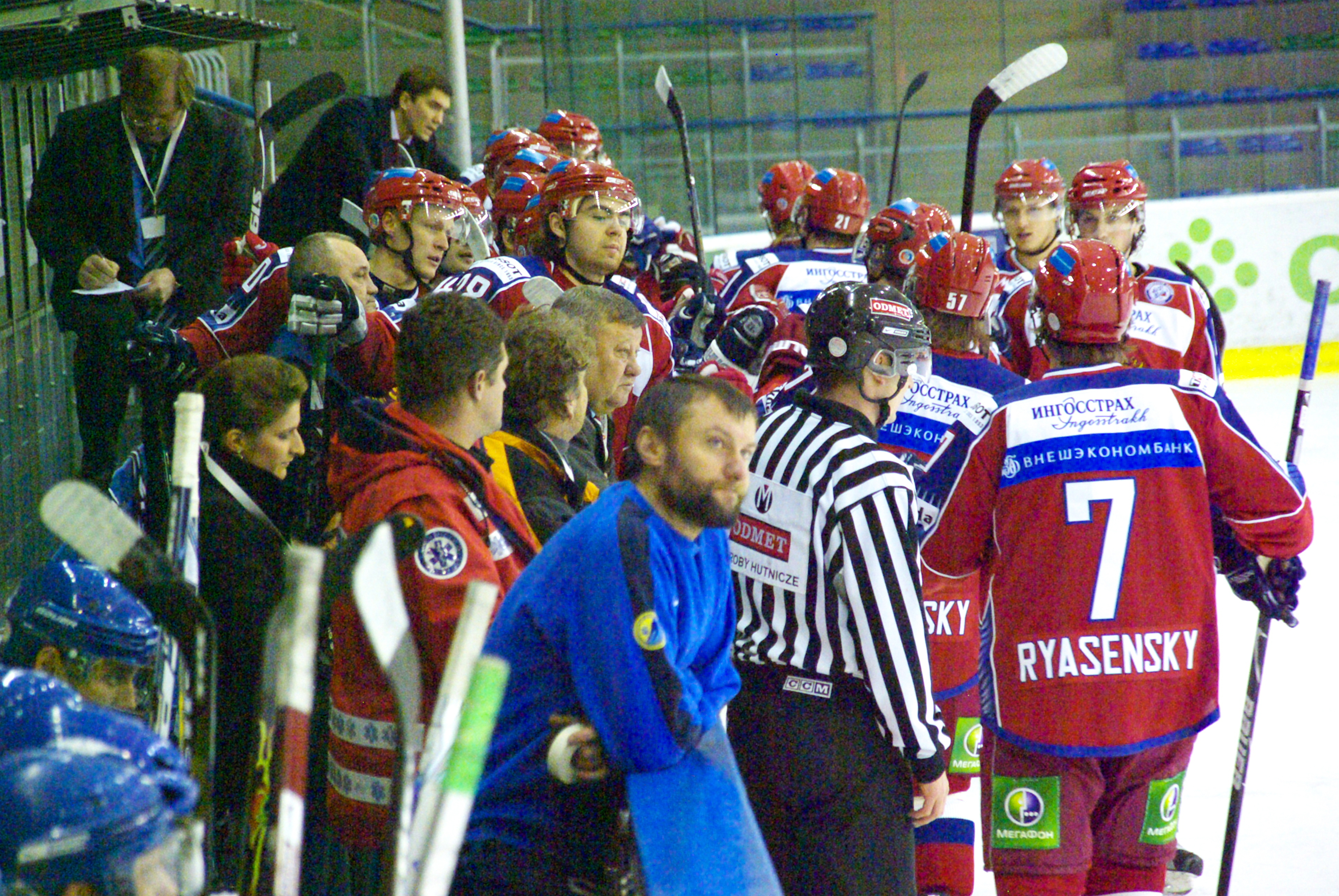
Rjassenski (ganz rechts) im Trikot der russischen B-Nationalmannschaft (2010)

Für Russland nahm Rjassenski an der U20-Junioren-Weltmeisterschaft 2007 teil, bei der er mit seiner Mannschaft den zweiten Platz belegte. Zudem nahm er an den LG Hockey Games 2010 teil.

## Erfolge und Auszeichnungen
- 2006 Russischer Meister mit Ak Bars Kasan
- 2007 IIHF-European-Champions-Cup-Gewinn mit Ak Bars Kasan
- 2007 Russischer Vizemeister mit Ak Bars Kasan

### International
- 2007 Silbermedaille bei der U20-Junioren-Weltmeisterschaft
- 2012 Goldmedaille bei der Weltmeisterschaft

## Karrierestatistik

### International
(Legende zur Spielerstatistik: Sp oder GP = absolvierte Spiele; T oder G = erzielte Tore; V oder A = erzielte Assists; Pkt oder Pts = erzielte Scorerpunkte; SM oder PIM = erhaltene Strafminuten; +/− = Plus/Minus-Bilanz; PP = erzielte Überzahltore; SH = erzielte Unterzahltore; GW = erzielte Siegtore; 1 Play-downs/Relegation; Kursiv: Statistik nicht vollständig)